# أرت جونز (لاعب كرة قدم أمريكية)
أرت جونز (بالإنجليزية: Art Jones)‏ هو لاعب كرة قدم أمريكية أمريكي، ولد في 13 يونيو 1919 في فارمفيل في الولايات المتحدة، وتوفي في 29 أغسطس 1995.